# Les Hommes de bonne volonté
Les Hommes de bonne volonté est une suite romanesque écrite par Jules Romains, constituée de 27 volumes, publiés régulièrement entre 1932 et 1946.
L'œuvre débute le 6 octobre 1908 par une présentation de Paris et des protagonistes, et se termine le 7 octobre 1933. Cette œuvre se fonde sur quelques principes de construction :
- les personnages sont nombreux, et censés être représentatifs des différentes classes de la société. On y trouve par exemple des hommes politiques, des actrices, un enfant qui habite à Montmartre, une famille du 16e arrondissement, un chien, des étudiants, un prêtre…
- même si certains romans se focalisent plutôt sur un des personnages, le but de l'auteur est plutôt de rendre compte, à une date donnée, de la vie de chacun. Au fil de ces vingt-quatre années, on voit donc des personnages évoluer dans la société, se marier, faire faillite ou mourir. On a donc la grande histoire (la première guerre mondiale, la construction de l'Europe) et la petite (les criminels, les hommes d'affaires, les mondaines et les demi-mondaines…) ;
- une grande part des œuvres est dévolue aux pensées de chacun. Jules Romains se met dans la peau de chacun, avec ses interrogations, ses pensées quotidiennes, ses sentiments personnels ;
- enfin, servant de fil rouge, deux personnages se retrouvent régulièrement au fil des romans : Pierre Jallez et Jean Jerphanion se rencontrent à l'École normale supérieure, rue d'Ulm, dans le premier roman, où ils entrent comme élèves. Malgré leurs différences d'origines (Jerphanion est provincial, fils de paysans, Jallez est parisien), ils deviennent amis, et n'ont de cesse de comprendre et commenter leur époque, tous deux soucieux d'apporter leur pierre, fût-elle petite, à l'édifice humain. Le dernier roman se finit sur une phrase lancée par l'un des deux.

La fresque romanesque tire son titre d'une citation de l'Évangile selon Luc, chapitre 2, verset 14 : « […] et paix sur la terre aux hommes de bonne volonté ». L'expression « les hommes de bonne volonté » avait déjà été employée par Madeleine Clemenceau-Jacquemaire comme titre d'un ouvrage publié par Calmann-Lévy en 1919 et dans lequel elle racontait ses souvenirs, en qualité d'infirmière, de la Première Guerre mondiale.

## Analyse et critique
Dans une introduction détaillée, Jules Romains décrit ce qu'il souhaitait faire :
- décrire la société par couches, de manière simultanée, aux mêmes périodes ;
- se fonder sur une multiplicité de points de vue, et rendre compte des sentiments personnels autant que des pensées générales ;
- établir une correspondance entre ses personnages, dont la somme des âmes personnelles aboutit à une âme collective (c'est le principe de l'Unanimisme), celle des hommes de bonne volonté.

Cette étude, naturaliste et romanesque, fait penser au travail d'Émile Zola avec Les Rougon-Macquart. Jules Romains s'en est démarqué dans son introduction aux Hommes de Bonne Volonté, en expliquant les différences majeures.

## Éditions
- Les Hommes de bonne volonté (Paris : Flammarion, 1958), 4 volumesavec : préface de Jules Romains (L'Auteur aux lecteurs) ; index des personnages par Lise Jules-Romains ; chronologie de l'oeuvre
- Les Hommes de bonne volonté (Paris : Robert Laffont,  coll. « Bouquins », 1988), 4 volumesavec : introduction par Olivier Rony ; biographie chronologique de Jules Romains établie par Lise Jules-Romains ; préface de Jules Romains ; un résumé de chaque volet ; fichier et index des personnages par Lise Jules-Romains
- Les dossiers préparatoires ont été publiés par les Cahiers Jules Romains, no 5 à 7, Flammarion, 1982-1987  (ISSN 0150-228X)

## Adaptation
L'œuvre a fait l'objet d'une adaptation pour la télévision en 1983 sous la forme d'une série intitulée Quelques hommes de bonne volonté réalisée par François Villiers.